# Bathippus waoranus
Bathippus waoranus är en spindelart som beskrevs av Embrik Strand 1911. Bathippus waoranus ingår i släktet Bathippus och familjen hoppspindlar. Inga underarter finns listade.